# Cierpiszewo
Cierpiszewo – osada leśna w Polsce położona w województwie kujawsko-pomorskim, w powiecie toruńskim, w gminie Wielka Nieszawka, przy trasie drogi krajowej nr 15.
W latach 1975–1998 miejscowość administracyjnie należała do województwa toruńskiego.
Zobacz też: Cierpice